# Clustertruck
Clustertruck — инди-игра в жанре платформера, разработанная шведской студией Landfall Games и изданная американской компанией tinyBuild. Выпуск игры состоялся 27 сентября 2016 года для платформ Windows, OS X, Linux, PlayStation 4 и Xbox One. 15 марта 2018 года Clustertruck была выпущена на платформе Nintendo Switch.

## Игровой процесс
Игрок управляет персонажем от первого лица. Цель игры — прыгать по движущейся линии грузовиков, избегая препятствий, нагромождений грузовиков и аварий. Главный герой не может прикасаться ни к чему, кроме грузовиков, и в противном случае, провалит свою задачу по достижению цели в конце уровня.
На каждом уровне игрок получает очки, в зависимости от того, как быстро он достигает финиша, и количество очков стиля, основанных на различных трюках (таких как спрыгивание с грузовика, который находится в воздухе). Накопленные очки могут быть использованы для приобретения одной из нескольких способностей, таких как двойной прыжок или быстрое повышение скорости, которые затем могут быть использованы либо для успешного прохождения более сложных уровней, либо для улучшения своего времени и очков на более ранних уровнях.

## Разработка
Разработка игры Clustertruck началась в сентябре 2015 года, после завершения разработки предыдущей игры студии Landfall Games Square Brawl. Clustertruck была официально представлена 16 декабря 2015 года, вместе с трейлером и датой выхода (апрель 2016 года). На американском игровом мероприятии PAX South 2016 было объявлено, что студия Landfall Games подписала издательский контракт с компанией tinyBuild. Эта сделка заставила разработчиков перенести дату выхода игры на третий квартал 2016 года, где генеральный директор студии Вильгельм Нейлунд заявил, что «изначально предполагалось, что игра будет небольшим проектом с короткой разработкой», но потом передумал и посчитал, что дата выхода игры будет отложена на ещё больший срок, так как она «набирает все больше оборотов». В качестве первоапрельской шутки, Landfall Games выпустила бесплатную демо-версию игры Clustertruck под названием Supertruck, которая включала в себя визуальный стиль и механику недавно выпущенной компьютерной игр Superhot, в которой внутренние игровые часы движутся вперёд, когда главный герой двигается.
Landfall Games выпускала предварительные копии игры для различных интернет-стримеров на YouTube и Twitch, чтобы они помогали продвигать название Clustertruck. Сама игра была официально выпущена 27 сентября 2016 года.

## Отзывы
Аустин Вуд на американском веб-сайте GameZone написал, что «разработчики Landfall Games, создатели разрушительного платформера от первого лица Clustertruck, нанесли удар по механике времени из игры Superhot в своем вкладе в первоапрельские шутки игровой индустрии: Supertruck». Том Сайкс в британский журнал о видеоиграх PC Gamer дал игре определение, как «первоапрельская шутка, но играбельная и бесплатная». 4 января 2016 года Джед Уитакер на сайте Destructoid описал игру своей собственной цитатой, которая гласит «Лучшая первоапрельская шутка — это игра». Томас Элла на веб-сайте Hardcore Gamer сравнил игровой процесс Clustertruck со стандартной игрой «Пол — это Лава». 3 февраля 2016 года, в очередной раз Джед Уитакер на сайте Destructoid описал игру Clustertruck своей цитатой «Глупо, весело, глупо весело». Логан Букер на сайте-влоге Kotaku Australia написал, что «теперь это отличный способ — воспользоваться первоапрельскими шутками».
Летом 2018 года, благодаря уязвимости в защите Steam Web API, стало известно, что точное количество пользователей сервиса Steam, которые играли в игру хотя бы один раз, составляет 368 787 человек.